# Feets, Don't Fail Me Now
Albums de Herbie Hancock
The Piano
(1979) VSOP: Live Under the Sky
(1979)
Feets, Don't Fail Me Now est le 28e album d'Herbie Hancock sorti en 1979.

## Liste des titres
| 1. | You Bet Your Love  | Herbie Hancock, David Rubinson (en), Allee Willis, Jeffrey Cohen (en) | 7:36 |
| 2. | Trust Me           | Herbie Hancock, David Rubinson, Allee Willis                          | 5:41 |
| 3. | Ready or Not       | Ray Parker Jr., Jeffrey Cohen                                         | 6:42 |
| 4. | Tell Everybody     | Herbie Hancock, David Rubinson, Bruce Good, Jeffrey Cohen             | 7:46 |
| 5. | Honey from the Jar | Herbie Hancock, Jeffrey Cohen                                         | 6:51 |
| 6. | Knee Deep          | Herbie Hancock, Melvin Ragin (en)                                     | 5:39 |

## Musiciens
- Herbie Hancock – chant, claviers
- Ray Obiedo (en) – guitare
- Eddie Watkins – basse
- James Gadson – batterie
- Bill Summers – percussions
- Julia Tillman Waters, Maxine Willard Waters, Oren Waters et Luther Waters – chœurs

Ready or Not
- Ray Parker, Jr. – guitare et batterie
- Coke Escovedo – timbales
- Sheila Escovedo – congas

Knee Deep
- Wah Wah Watson (en) – guitare
- Freddie Washington (en) – basse
- Bennie Maupin – saxophone soprano
- James Levi – batterie (joue aussi sur Trust Me)